# Muhammad ibn Fajsal Al Su’ud
Muhammad ibn Fajsal Al Su’ud (arab. ‏محمد بن فيصل آل سعود‎; ur. 1937 w At-Ta’ifie, zm. 14 stycznia 2017) – saudyjski przedsiębiorca, książę z dynastii Saudów. Jego ojcem był król Fajsal ibn Abd al-Aziz Al Su’ud.

## Życiorys
Powołał do życia przedsiębiorstwo Iceberg Transport International. W 1977 roku wysunął pomysł, by jego przedsiębiorstwo przetransportowało jedną z gór lodowych leżących w pobliżu wybrzeży Antarktydy na teren Półwyspu Arabskiego, co w założeniu miało zapewnić bardzo szeroki dostęp do wody pitnej. Książę założył także własne banki na terenie Bahrajnu, Egiptu, Pakistanu, Sudanu i Szwajcarii.

## Nagrody i wyróżnienia
W 2007 roku otrzymał IDB Prize w kategorii Islamic Banking & Finance.
W 2009 roku jako filantrop oraz jeden z 24 Saudyjczyków znalazł się na liście 500 najbardziej wpływowych muzułmanów.